# Distretto di Ras El Oued
Il distretto di Ras El Oued è un distretto della provincia di Bordj Bou Arreridj, in Algeria, con capoluogo Ras El Oued.

## Comuni
Il distretto di Ras El Oued comprende 3 comuni:
- Ras El Oued
- Aïn Tesra
- Ouled Brahem